# Sphenopsis
Sphenopsis és un gènere d'ocells de la família dels tràupids (Thraupidae).

## Taxonomia
Segons la Classificació del Congrés Ornitològic Internacional (versió 11.1, 2021) aquest gènere està format per 4 espècies:
- Tàngara oliosa (Sphenopsis frontalis Tschudi, 1844)
- Tàngara d'antifaç (Sphenopsis melanotis Sclater, PL, 1855)
- Tàngara ocràcia (Sphenopsis ochracea Berlepsch & Taczanowski, 1884)
- Tàngara de Piura (Sphenopsis piurae Chapman, 1923)